# Joseph Bailey (Politiker)

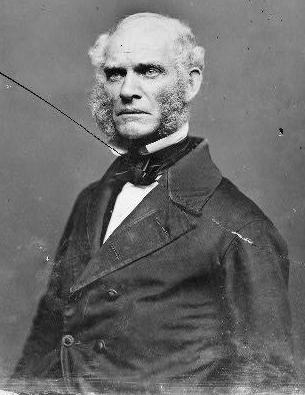
Joseph Bailey

Joseph Bailey (* 18. März 1810 in Pennsbury, Chester County, Pennsylvania; † 26. August 1885 in Bailey Station, Pennsylvania) war ein US-amerikanischer Politiker. Zwischen 1861 und 1865 vertrat er den Bundesstaat Pennsylvania im US-Repräsentantenhaus.

## Werdegang
Joseph Bailey besuchte die öffentlichen Schulen seiner Heimat und erlernte danach den Beruf des Hutmachers, den er in Parkersville ausübte. Gleichzeitig schlug er als Mitglied der Demokratischen Partei eine politische Laufbahn ein. 1840 war er Abgeordneter im Repräsentantenhaus von Pennsylvania; im Jahr 1843 sowie zwischen 1851 und 1853 gehörte er dem Staatssenat an. Seit 1845 lebte er im Perry County. Im Jahr 1854 wurde er Finanzminister (Treasurer) seines Staates. Nach einem Jurastudium wurde er 1860 als Rechtsanwalt zugelassen.
Bei den Kongresswahlen des Jahres 1860 wurde Bailey im 16. Wahlbezirk von Pennsylvania in das US-Repräsentantenhaus in Washington, D.C. gewählt, wo er am 4. März 1861 die Nachfolge des Republikaners Benjamin Franklin Junkin antrat. Nach einer Wiederwahl konnte er bis zum 4. März 1865 zwei Legislaturperioden im Kongress absolvieren. Diese waren von den Ereignissen des Bürgerkrieges geprägt. Seit 1863 vertrat Bailey als Nachfolger von James Tracy Hale den 15. Distrikt von Pennsylvania.
Im Jahr 1872 nahm Joseph Bailey als Delegierter an einem Verfassungskonvent seines Staates teil. Er starb am 26. August 1885 in Bailey Station.